# Англет (кантон)
Англе́т или Англе (фр. Anglet) — кантон во Франции, находится в регионе Аквитания, департамент Атлантические Пиренеи. Входит в состав округа Байонна.
Код INSEE кантона — 6401. В кантон Англет входит часть коммуны Англет.

## История
По закону от 17 мая 2013 и декрету от 14 февраля 2014 года количество кантонов в департаменте Атлантические Пиренеи уменьшилось с 52 до 27. Новое территориальное деление департаментов на кантоны вступило в силу во время выборов 2015 года. Таким образом, кантон Англет был создан 22 марта 2015 года.

## Политика
Согласно закону от 17 мая 2013 года избиратели каждого кантона в ходе выборов выбирают двух членов генерального совета департамента разного пола. Они избираются на 6 лет большинством голосов по результату одного или двух туров выборов.
В первом туре кантональных выборов 22 марта 2015 года в Англет баллотировались 5 пар кандидатов (явка составила 48,42 %). Во втором туре 29 марта, Патрик Шассерьо и Николь Даррас были избраны с поддержкой 56,84 % на 2015—2021 годы. Явка на выборы составила 49,18 %.
| Мандат | Мандат | Кандидаты                         |                | Партия                  | Первый тур | Первый тур     | Второй тур | Второй тур |
| Мандат | Мандат | Кандидаты                         | Кол-во голосов | Партия                  | % голосов  | Кол-во голосов | % голосов  |            |
| ------ | ------ | --------------------------------- | -------------- | ----------------------- | ---------- | -------------- | ---------- | ---------- |
| 2015   | 2021   | Сандрин Дервиль и Ги Мондорж      |                | Социалистическая партия | 2318       | 29,88          | 3239       | 43,16      |
| 2015   | 2021   | 3 Патрик Шассерьо и Николь Даррас |                | Союз правых             | 3157       | 40,69          | 4265       | 56,84      |
| 2015   | 2021   | Мари-Кристин Ираче и Пьер Орелла  |                | Национальный фронт      | 1176       | 15,16          | -          | -          |
| 2015   | 2021   | Вивиан Асанфордер и Пейо Перику   |                | беспартийные            | 610        | 7,86           | -          | -          |
| 2015   | 2021   | Кароль Шеналь и Жеральд Прудом    |                | ФКП                     | 497        | 6,41           | -          | -          |